# Präsidentschaftswahl in Turkmenistan 2022
Die Präsidentschaftswahl in Turkmenistan 2022 fand am 12. März 2022 statt. Nach der Verfassungsreform 2016 und der damit einhergehenden Verlängerung der Amtszeit des Präsidenten von fünf auf sieben Jahre wäre eine Wahl erst 2024 notwendig gewesen, diese wurde aber vorgezogen, um nach dem angekündigten Rückzug Gurbanguly Berdimuhamedows vom Amt des turkmenischen Präsidenten einen Nachfolger zu wählen.

## Kandidaten
Am 12. Februar 2022 beschloss die Versammlung von Turkmenistan das Vorziehen der Präsidentschaftswahl auf den 12. März 2022.

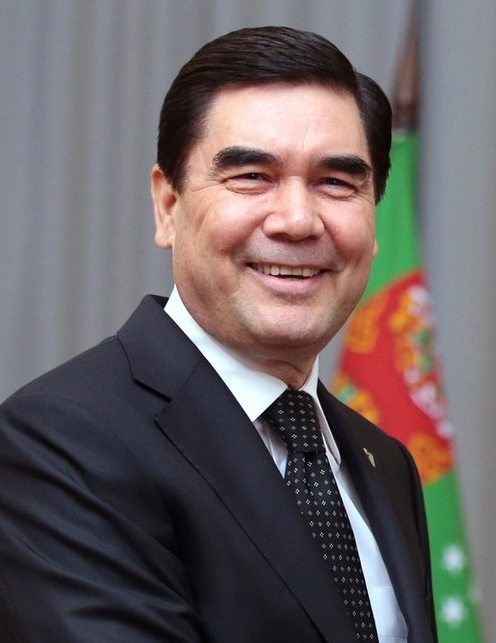
Gurbanguly Berdimuhamedow

Die Regierungspartei Demokratische Partei Turkmenistans stellte Serdar Berdimuhamedow, den Sohn Gurbanguly Berdimuhamedows, als Kandidaten auf, der in den vorherigen Jahren schrittweise mehr Macht erhalten hatte und seit Februar 2021 auch stellvertretender Premierminister Turkmenistans war. Entsprechend galt Berdimuhamedow bereits vor der Wahl als klarer Favorit.
Neben Berdimuhamedow wurden acht weitere Kandidaten aufgestellt, von denen vier unabhängig waren, zwei ebenfalls der Demokratischen Partei Turkmenistans und jeweils einer der Landwirtschaftspartei Turkmenistans und der Partei der Industriellen und Unternehmer Turkmenistans angehörte.

## Bewertung
Die Wahl wurde international als weder frei noch fair eingestuft. Die OSZE verzichtete, anders als bei den vorherigen Präsidentschaftswahlen auf die Entsendung von Wahlbeobachtern, stellte aber entscheidende Mängel mit Blick auf den demokratischen Ablauf der Wahl fest. Unter anderem soll Angestellten in Betrieben mit dem Verlust des Arbeitsplatzes gedroht und eine Wahlempfehlung gemacht worden sein.

## Ergebnis

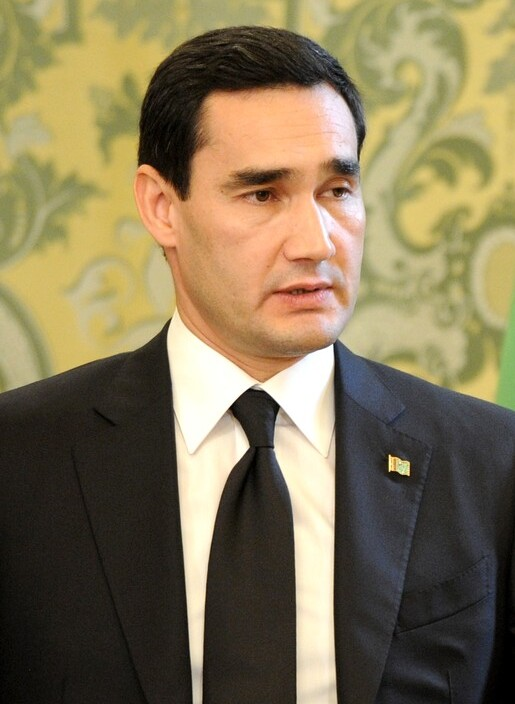
Wahlsieger Serdar Berdimuhamedow

Berdimuhamedow erreichte mit etwa 73 Prozent das schlechteste Ergebnis eines Wahlsiegers in der Geschichte der turkmenischen Präsidentschaftswahlen, rund 25 Prozentpunkte weniger als sein Vater bei der Wahl 2017. Die höchste Stimmenanzahlen bei den Gegenkandidaten, des unabhängigen Chydyr Nunnajew mit 11,09 Prozent und des Kandidaten der Agrarpartei Turkmenistans, Agajan Bekmyradow mit 7,22 Prozent, stellten hingegen die besten Ergebnisse eines unterlegenen Kandidaten bei einer turkmenischen Präsidentschaftswahl dar. Die offizielle Wahlbeteiligung lag mit 97,17 Prozent auf einem ähnlichen Niveau wie 2012 und 2017.
| Kandidat                 | Stimmanteil in % |
| ------------------------ | ---------------- |
| Serdar Berdimuhamedow    | 72,97            |
| Chydyr Nunnajew          | 11,09            |
| Agajan Bekmyradow        | 7,22             |
| Berdimammet Gurbanow     | 2,22             |
| Perhat Begenjow          | 2,02             |
| Maksatmyrat Öwezgeldijew | 1,16             |
| Maksat Ödeşow            | 1,15             |
| Kakageldi Saryýew        | 1,09             |
| Babamyrat Meredow        | 1,08             |
| Wahlbeteiligung          | 97,17            |